# Рождественская, Клавдия Васильевна
Клавдия Васильевна Рождественская (22 марта 1901 года, Воткинский Завод, Сарапульский уезд, Вятская губерния, Российская империя — 19 октября 1963 года, Пермь, РСФСР, СССР) — советская русская писательница и редактор.

## Биография
Клавдия Васильевна Коновалова родилась в семье токаря 22 марта 1901 года в посёлке Воткинский Завод Сарапульского уезда Вятской губернии (ныне город Воткинск, Удмуртская Республика, РФ).
После окончания гимназии в 1918 г. пять лет работала педагогом в Воткинске: учительницей в школе первой ступени, школьным городским инструктором, преподавателем истории педагогики в педтехникуме, заведовала опытной школой-семилеткой, где одновременно преподавала русский язык (1922—1923). Затем один год преподавала в школе первой ступени в Ижевске. К этому времени относятся её первые литературные опыты — зарисовки из школьной жизни в газете «Ижевская правда». В 1924 году поступила на литературное отделение педагогического факультета Пермского университета. Через два года перевелась на третий курс литературно-лингвистического отделения факультета языкознания и материальной культуры Ленинградского университета.
После окончания Ленинградского университета в 1928 году преподавала русский язык и литературу в вечерней совпартшколе Петроградского района, проходила студенческую практику в газете «Красное Прикамье» (Сарапул). В мае 1929 года защитила квалификационную работу на тему «Народно-поэтические элементы в произведениях Некрасова». Затем один год работала в детском отделе ленинградского Гослитиздата под руководством Леонида Липавского, ведавшего разделом научно-художественной литературы. Номинально детским отделом заведовала Вера Кетлинская, но неофициально вдохновителем и руководителем был Самуил Маршак, числившийся консультантом. Печаталась в журнале «Резец».
В Ленинграде вышла замуж за студента Нижегородского механико-машиностроительного института Леонида Ильича Рождественского. После окончания института в сентябре 1930 года его направили работать инженером-электриком на завод «Вольта» в Баранче. Клавдия Васильевна преподавала там в школе ФЗУ. В 1932 году мужа перевели в Свердловск. С этого года работала в Свердловском областном издательстве редактором детской литературы, в 1940—1949 гг. — главный редактор. Является первым издателем сказов находящегося в опале П. Бажова.
В 1938 году Клавдия Рождественская выступила организатором и редактором альманаха «Уральский современник». В его в первом номере были помещены два сказа Бажова — «Каменный цветок» и «Малахитовая шкатулка», написанных им в конце 1937 года.
По воспоминаниям дочери Рождественской: «В то время ещё не было и речи об издании его сказов отдельной книгой… Да и мало их было: всего восемь. Альманах „Уральский современник“, только что ставший печатным органом Свердловского отделения Союза писателей, давал возможность читателю узнать сказочника Бажова раньше, нежели появились его книги».
В 1946 году принята в Союз писателей. В 1949 году оставила работу в издательстве, чтобы целиком заниматься творческим трудом.
В ноябре 1949 года Рождественская переехала в Пермь. Шесть лет избиралась ответственным секретарём Пермского отделения Союза писателей (1950—1955). В годы её руководства организацией состоялся литературный дебют Виктора Астафьева и многих других авторов.
Клавдии Рождественской принадлежит авторство названия знаменитого детского журнала «Оляпка».
Помимо организаторских и редакторских трудов известна как писатель.
Скоропостижно скончалась 19 октября 1963 года в Перми. Похоронена на Верхне-Муллинском кладбище

## Основные публикации
- (как К. Коновалова). Хлебозавод. — Л.: Гослитиздат, 1930. — 12 с.
- (как К. Коновалова). На реке Лене. — Л.: Молодая гвардия, 1931. — 16 с.
- Волшебный фонарик: рассказ для детей. — Свердловск: Свердлгиз, 1942. — 24 с.
- «Голубой дворец»: сказки. — Св.: Кн. изд-во, 1944. — 51 с.
- «В старом доме»: повесть. — Св.: Кн. изд-во, 1947. — 176 с. (2-е издание: 1960)
- Иван Демидов. — Свердловск: Свердлгиз, 1948. — 88 с. (очерк о слесаре-сборщике Уралмашзавода)
- «В одной семье»: повесть. — П.: Кн. изд-во, 1954. — 211 с.
- Каменная ручка: рассказы. — Молотов: Кн. изд-во, 1955. — 28 с.
- Страницы героической борьбы: очерк. — Свердловск: Кн. изд-во, 1955. — 88 с.
- «Семья Жигулёвых»: повесть. — Пермь: Кн. изд-во, 1958. — 196 с. (2-е издание: М.: «Детгиз», 1961. — 192 с. : ил. — (Школьная б-ка).)
- «За круглым столом»: записки редактора. — Пермь: Кн. изд-во, 1960. — 200 с. (2-е издание: М.: «Искусство», 1962. — 239 с.)
- «Вступление в жизнь»: [избранное /вступ. ст. Н. Поповой]. — П.: Кн. изд-во, 1961. — 510 с. : ил.
- Встаньте, подсудимый! Записки народного заседателя. — Пермь: Кн. изд-во, 1962. — 96 с.
- Волшебный фонарик: сказки и рассказы. — Пермь: Кн. изд-во, 1966. — 72 с.
- Сказка про Золку — полевую пчёлку: сказки. — Свердловск: Средне-Уральское кн. изд-во, 1966. — 64 с. (переиздано в 1967)
- «Пермский рассказ»: — 1971.
- «Сёстры»[7]